# Ligne L du métro de New York
Pour les articles homonymes, voir Ligne L.
La ligne L (14th Street – Canarsie Local) est une ligne (au sens de desserte ou service en anglais) du métro de New York qui circule sur la BMT Canarsie Line, issue de l'ancienne Brooklyn-Manhattan Transit Corporation (BMT) dans les arrondissements de Manhattan et Brooklyn. Sur le même modèle que l'IRT Flushing Line (métros 7) et l'IND Crosstown Line (métros G), et contrairement à la majorité des lignes du réseau, la BMT Canarsie Line, qui constitue une ligne (line) au sens de tronçon du réseau n'est empruntée que par la seule desserte L. Elle doit son nom au fait qu’elle termine à Canarsie, dans l'arrondissement de Brooklyn.
La desserte L fonctionne en continu, entre Brooklyn et Manhattan, en traversant la ville d’est en ouest. La ligne débute à Manhattan, dans le West Village, au niveau de la station 14th Street – Eighth Avenue. Elle traverse ensuite Manhattan en passant par Union Square, puis rejoint Brooklyn jusqu’au quartier de Canarsie. La ligne L est une ligne omnibus : elle s'arrête à toutes les stations situées sur sa ligne.

## Histoire
Différents symboles sont utilisés pour caractériser la ligne au fil du temps.

Désignation de la ligne au fil du temps
1967-1979.
1979-1985.
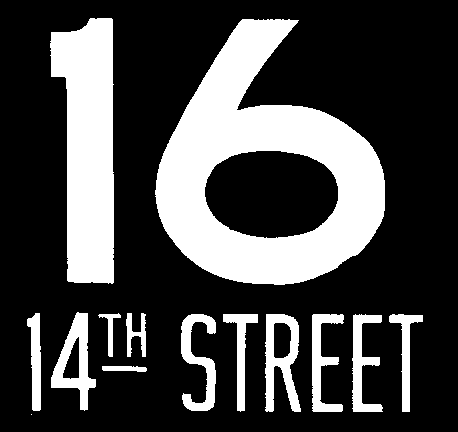

## Exploitation

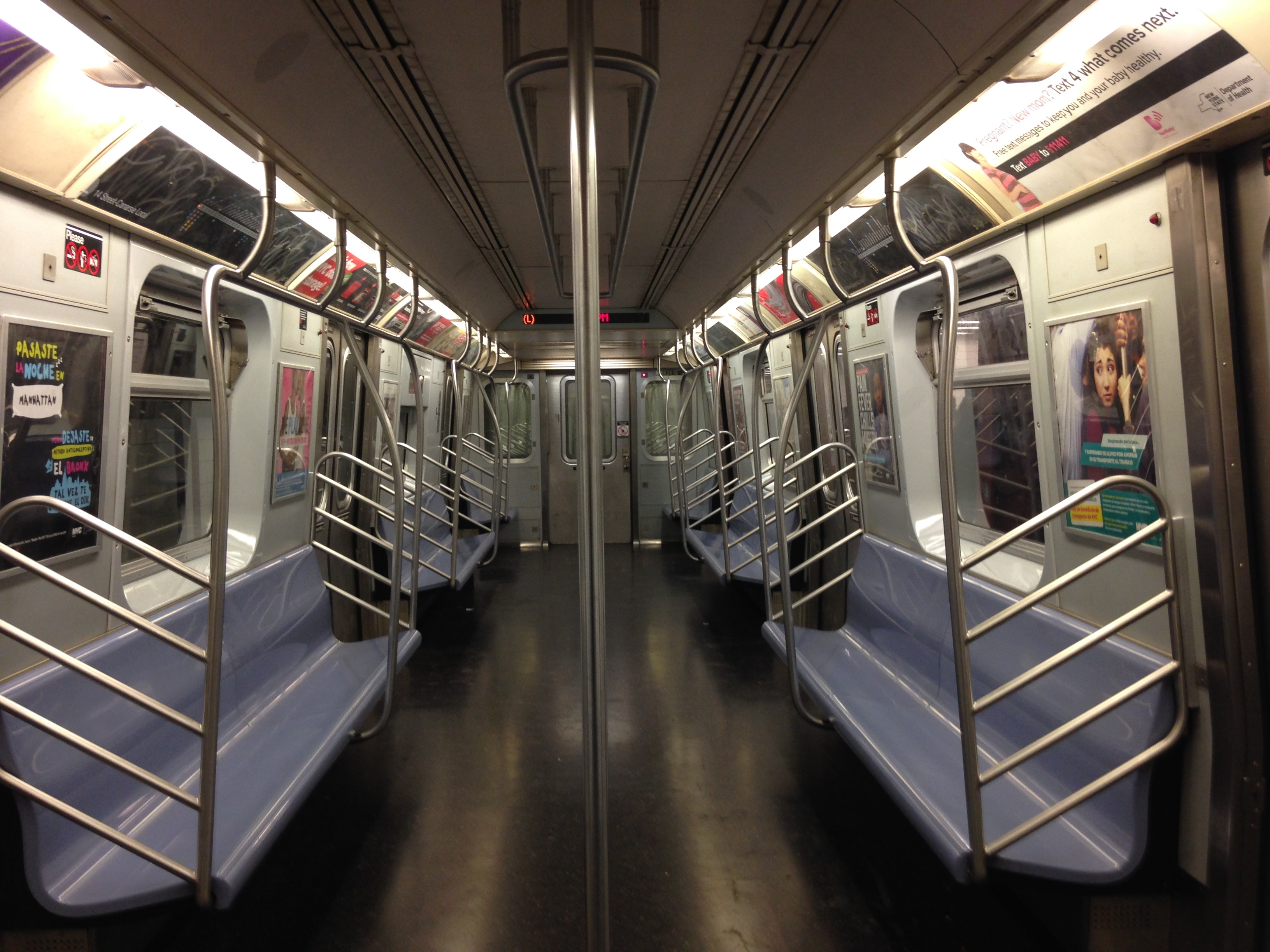
Intérieur d’une rame R143.

La ligne L fonctionne 24h/24h, tous les jours de la semaine, toute l’année. L’intervale moyen entre deux rames dans chaque sens est d'environ 2 minutes en heure de pointe et 8 en heure creuse. La durée moyenne d’un trajet complet entre 8th Avenue et Canarsie est d’environ 40 minutes. Elle est exploitée par avec des rames R143 relativement récentes et équipées du système CBTC.

## Une ligne test pour les technologies du futur
Dans le cadre d'un contrat avec la New York City Transit Authority (NYCTA), Siemens Transportation Systems a établi les normes de modernisation du réseau : définition du système CBTC et établissement des spécifications des standards d'interopérabilité. À terme, l'ensemble du réseau new-yorkais sera modernisé selon ces spécifications. Il s'agit du premier système d'automatismes d'aide à la conduite ("ATC") à New York, dont les performances permettent, depuis 2006, un accroissement de la sécurité du système, une plus grande fréquence de passage des trains et une simplification de la maintenance. Les conditions extrêmement difficiles de réalisation font de ce projet une réelle prouesse, qui a néanmoins été réalisé conformément au calendrier prévu. Pour la ligne L, Siemens Transportation Systems a fourni : le système Trainguard MT CBTC comprenant les équipements sol, les équipements bord (y compris la Mesure Optique de Vitesse) et les équipements de communication (Airlink) ; le Poste de Commande Centralisé.
Dans le cas de New York, Trainguard MT CBTC vient en superposition de la signalisation traditionnelle (en overlay). Par ailleurs, c'est la première fois que les équipements de communication par câble sont remplacés par une communication radio numérique, ce qui a permis de simplifier considérablement les équipements en voie. La mesure de vitesse bénéficie également d'une nouvelle technologie : le système de lecture du rail par laser. Développé par Siemens, Trainguard MT CBTC est actuellement mis en œuvre, ou va l'être prochainement, sur plusieurs lignes de métro à travers le monde : à Paris (ligne 14 et prochainement ligne 1), Barcelone (ligne 9), Budapest (lignes 2 et 4), Alger (ligne 1) ainsi que dans le cadre du projet Ouragan de la RATP (lignes 3, 5, 9, 10 et 12 du métro parisien).

## Tracé et stations
```

```

| Légende | Légende                                                   |
| ------- | --------------------------------------------------------- |
|         | Sert toujours cette station                               |
|         | Sert toujours cette station, sauf la nuit                 |
|         | Service limité                                            |
|         | Sert cette station durant la nuit                         |
|         | Sert toujours cette station, sauf aux heures de pointe    |
|         | Sert cette station durant les heures de points            |
|         | Sert cette station durant la semaine                      |
|         | Sert cette station durant la nuit et les fins de semaines |
|         | Sert cette station durant les fins de semaines            |

|           | Station                         | Horaires | Correspondances                                 | Notes |
| --------- | ------------------------------- | -------- | ----------------------------------------------- | ----- |
| Brooklyn  |                                 |          |                                                 |       |
|           | Canarsie – Rockaway Parkway     | Toujours |                                                 |       |
|           | East 105th Street               | Toujours |                                                 |       |
|           | New Lots Avenue                 | Toujours | Bus B15 pour JFK                                |       |
|           | Livonia Avenue                  | Toujours | (2) · (3) · (4) · (5)                           |       |
|           | Sutter Avenue                   | Toujours |                                                 |       |
|           | Atlantic Avenue                 | Toujours | Long Island Railroad                            |       |
|           | Broadway Junction               | Toujours | (A) · (C) · (J) · (Z)                           |       |
|           | Bushwick Avenue-Aberdeen Street | Toujours |                                                 |       |
|           | Wilson Avenue                   | Toujours |                                                 |       |
|           | Halsey Street                   | Toujours |                                                 |       |
|           | Myrtle-Wyckoff Avenues          | Toujours | (M)                                             |       |
|           | DeKalb Avenue                   | Toujours |                                                 |       |
|           | Jefferson Street                | Toujours |                                                 |       |
|           | Morgan Avenue                   | Toujours |                                                 |       |
|           | Montrose Avenue                 | Toujours |                                                 |       |
|           | Grand Street                    | Toujours |                                                 |       |
|           | Graham Avenue                   | Toujours |                                                 |       |
|           | Lorimer Street                  | Toujours | (G)                                             |       |
|           | Bedford Avenue                  | Toujours |                                                 |       |
| Manhattan |                                 |          |                                                 |       |
|           | First Avenue                    | Toujours |                                                 |       |
|           | Third Avenue                    | Toujours |                                                 |       |
|           | 14th Street-Union Square        | Toujours | (4) · (5) · (6) · (<6>) · (N) · (Q) · (R) · (W) |       |
|           | Sixth Avenue                    | Toujours | PATH                                            |       |
|           | Eighth Avenue                   | Toujours | (A) · (C) · (E)                                 |       |

## Tourisme
La ligne L ne possède pas de vocations touristiques majeures car son parcours se situe grandement en dehors de Manhattan. Néanmoins elle dessert quelques lieux touristiques sur son parcours : à Manhattan : les quartiers de Chelsea et de West Village via la station 14th Street – Eighth Avenue e l’Union Square via la station 14th Street – Union Square ; à Brooklyn : le quartier gentrifié de Williamsburg via la station Bedford Avenue.

## Projets

### Matériel roulant
La ligne est actuellement désservi par les rames R143, ainsi que deux rames supplémentaires R160.

### Prolongement à l’ouest?
Certains médias New Yorkais et groupements politiques aimeraient voir la ligne L étendue au delà de la Huitième Avenue. Il est vrai que les quartiers ouest de Manhattan tel que Meatpacking District et Hell's Kitchen sont difficilement accessible en transport en commun car dépourvus de station de métro. Ce projet viserait à étendre la ligne jusqu’à Washington Street dans Meatpacking District, puis de là, elle bifurquerait vers le nord sous la dixième Avenue, jusqu’à 72nd Street et les lignes de l’IRT Broadway-Seventh Avenue Line. Ce qui permettrait de les soulager du lourd trafic auquel elles font face en heure de pointe. À l’heure actuelle, rien ne dit que ce projet ne voit le jour.